# Limonium perezii
Limonium perezii es un planta perenne perteneciente a la familia de las plumbagináceas. Es originaria de las Islas Canarias, donde tiene un hábitat costero. 

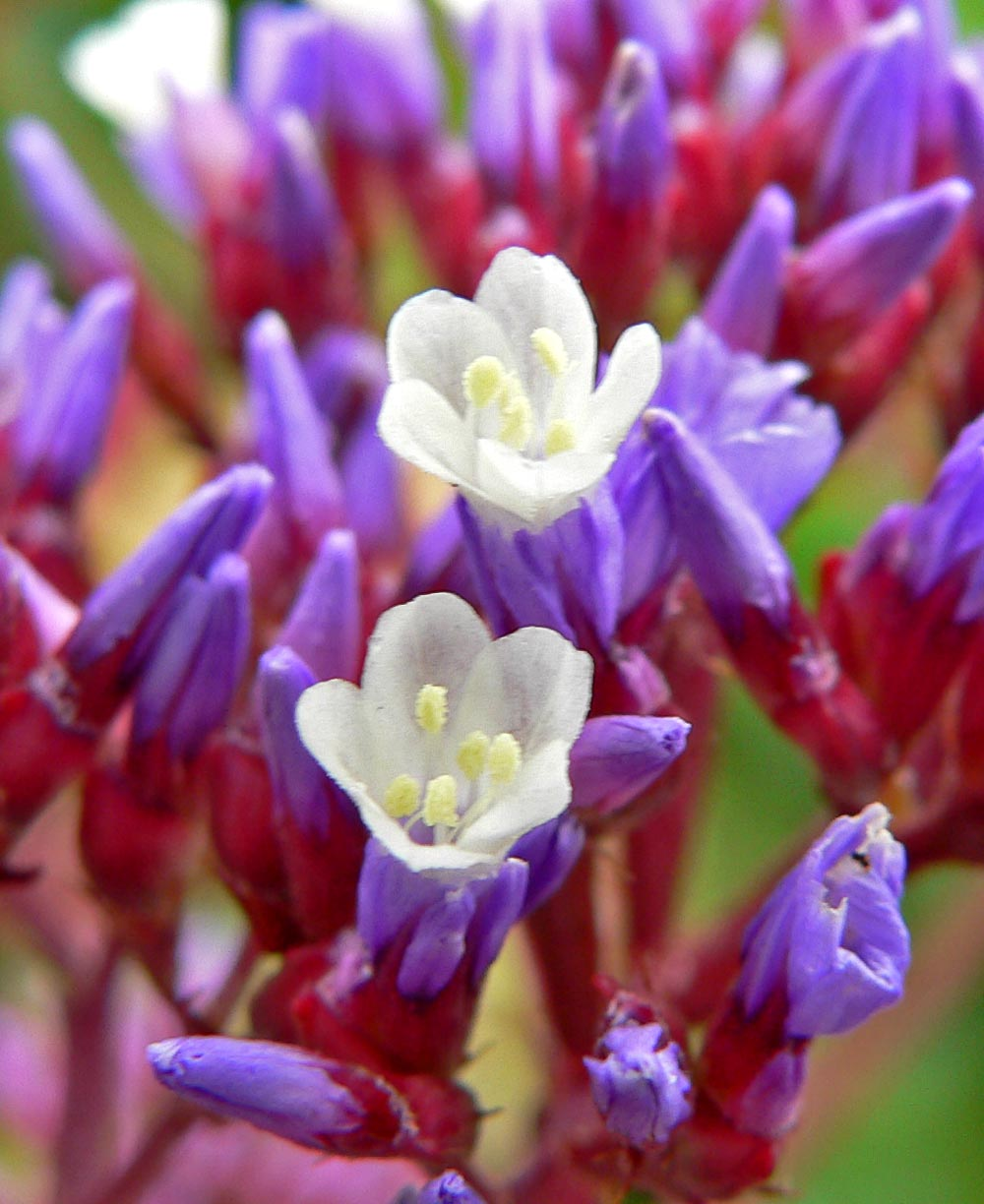
Flores

## Descripción
Esta es una hierba perenne resistente que crece de un arbolado rizoma. Las hojas son ovales gruesas y de forma redondeada y de hasta unos 30 centímetros de longitud incluidos los pecíolos , situado en una roseta basal sobre el tallo. La inflorescencia es una panícula rígida, ramificada de 15 a 45 centímetros de altura coronada con racimos de flores tupidas. La pequeña flor de color lavanda tiene sépalos y pétalos blancos.
También se conoce desde la costa sur de California , donde es una especie no nativa que en ocasiones puede ser vista cada vez más en torno a las playas y bordes de carreteras.

## Taxonomía
Limonium perezii fue descrita por Philip Miller y publicado en Gard. Dict., ed. 8. n. 4. 1768
Etimología
Limonium: nombre genérico que procede del griego leimon, que significa "pradera húmeda", aludiendo al hábitat de muchas de las especies del género.
perezii: epíteto